# 尊室澹
尊室澹（越南语：／；1854年4月18日—1920年6月5日），越南阮朝大臣。

## 家世
尊室澹出身于阮朝尊室第七系，是諒江郡公尊室會的曾孫，總督尊室鉿次子。

## 生平
尊室澹出生於嗣德七年三月二十一日（1854年4月18日）。嗣德三十二年（1879年），參加承天場鄉試，考中舉人。嗣德三十五年（1882年），授翰林院編修，充機密院行走。次年（1883年），升修撰，出為安仁知府。同慶元年（1886年），回朝任司務，權員外郎，仍充機密院行走。同慶三年（1888年）三月，擢為郎中，充守護使。九月再升侍講學士，佐理工部，兼任纂修玉牒的副總裁。
成泰元年（1889年），尊室澹出任平順按察使，次年（1890年）改為平定按察使，不久召還，改任內閣參辦。成泰四年（1892年），出任經筵日講官。成泰六年（1894年）六月，升侍讀學士，仍充內閣參辦。六月，升光祿寺卿，領戶部侍郎。成泰十一年（1899年），升戶部侍郎。次年（1900年），再任玉牒副總裁。
成泰十三年（1901年）五月，尊室澹升任河靜巡撫。次年（1902年），母親黎氏去世，他返鄉守制。成泰十六年（1904年），改補戶部參知。四月，尊人府增設左右尊卿，以尊室澹為右尊卿。十月，出署平富總督。成泰十九年（1907年）正月，實授平富總督。
維新二年（1908年），中圻發生民變，尊室澹反對殖民政府強力鎮壓，被迫致事，剝奪總督銜。
啟定五年四月十九日（1920年6月5日），尊室澹去世，壽六十七歲。阮朝朝廷追授總督銜。

## 家庭

### 妻妾
尊室澹共有妻妾7人。
- 吳氏綱（Ngô Thị Cương）
- 武氏妙（Võ Thị Diệu）
- 阮氏絹（Nguyễn Thị Quyến）
- 范氏勉（Phạm Thị Miễn）
- 陳氏𦊚（Trần Thị Bốn）
- 林氏利（Lâm Thị Lợi）
- 潘氏瓊（Phan Thị Quỳnh）

### 子女
尊室澹共有9子8女，共17個孩子。
- 長子尊室泊（Tôn Thất Phách），母吳氏，早夭
- 次女尊女氏娟（Tôn Nữ Thị Quyên），母吳氏，早夭
- 三女尊女氏嫱（Tôn Nữ Thị Sắc），母武氏，早夭
- 四女尊女氏孍（Tôn Nữ Thị Nghiêm），母武氏，嫁張光慣，東閣大學士張光憻之子
- 五子尊室濎（Tôn Thất Đỉnh），母武氏，官至工部侍郎、潘郎管道
- 六女尊女氏媏（Tôn Nữ Thị Suyền），母陳氏
- 七女尊女氏嫝（Tôn Nữ Thị Khương），母林氏，早夭
- 八女尊女氏妧（Tôn Nữ Thị Nguyên），母武氏，嫁范玉璧
- 九子尊室沼（Tôn Thất Chiểu），母武氏，早夭
- 十子尊室沾（Tôn Thất Triêm），母阮氏，官至翰林院著作
- 十一女尊女氏娫（Tôn Nữ Thị Diên），母范氏，嫁阮繥，延祿郡公阮紳之子
- 十二子尊室澡（Tôn Thất Tháo），母阮氏，官至財政部司務、侍郎
- 十三子尊室湫（Tôn Thất Tiểu），母潘氏，早夭
- 十四女尊女氏嬨（Tôn Nữ Thị Từ），母阮氏
- 十五子尊室溓（Tôn Thất Kiêm），母范氏，曾任知縣、副郡長
- 十六子尊室淋（Tôn Thất Lâm），母范氏，曾任三項參事
- 十七子尊室流（Tôn Thất Lưu），母阮氏